# Ciclismo nos Jogos Pan-Americanos de 2015 - Velocidade por equipes masculino
A competição de velocidade por equipes masculino foi um dos eventos do ciclismo nos Jogos Pan-Americanos de 2015 em Toronto. Foi disputada no Velódromo Cisco Pan e Parapan-Americano de Milton, em Milton no dia 16 de julho.

## Calendário
Horário local (UTC-4).
| Data        | Horário | Fase         |
| ----------- | ------- | ------------ |
| 16 de julho | 12:41   | Qualificação |
| 16 de julho | 18:05   | Final        |

## Medalhistas
| Ouro   | CAN Hugo Barrette Evan Carey Joseph Veloce     |
| Prata  | VEN Hersony Canelón César Marcano Ángel Pulgar |
| Bronze | BRA Flavio Cipriano Kacio Freitas Hugo Osteti  |

## Recordes
Recordes mundial e pan-americano antes da disputa dos Jogos Pan-Americanos de 2015.
| Tipo                             | Atleta    | Tempo  | Local          | Data                  |
| -------------------------------- | --------- | ------ | -------------- | --------------------- |
|                                  | Alemanha  | 41.871 | Aguascalientes | 5 de dezembro de 2013 |
| Recorde dos Jogos Pan-Americanos | Venezuela | 43.188 | Guadalajara    | 17 de outubro de 2011 |

## Resultados

### Qualificação
| Colocação | Nacionalidade         | Ciclista                                                                     | Tempo  | Notas |
| --------- | --------------------- | ---------------------------------------------------------------------------- | ------ | ----- |
| 1         | CAN Canadá            | Hugo Barrette Evan Carey Joseph Veloce                                       | 44.242 | Q     |
| 2         | VEN Venezuela         | Hersony Canelón César Marcano Ángel Pulgar                                   | 44.715 | Q     |
| 3         | BRA Brasil            | Flavio Cipriano Kacio Freitas Hugo Osteti                                    | 44.918 | Q     |
| 4         | COL Colômbia          | Anderson Parra Cortez Fabian Hernando Puerta Zapata Santiago Ramirez Morales | 44.961 | Q     |
| 5         | TRI Trinidad e Tobago | Jude Codrington Justin Roberts Njisane Phillip                               | 45.381 |       |
| 6         | USA Estados Unidos    | Matthew Baranoski David Espinoza Danny Robertson                             | 46.145 |       |
| 7         | ARG Argentina         | Mauro Agostini Leandro Bottasso Adrian Richeze                               | 48.861 |       |

### Final

#### Disputa pelo bronze
| Colocação         | Nacionalidade | Ciclista                                                                     | Tempo  | Notas |
| ----------------- | ------------- | ---------------------------------------------------------------------------- | ------ | ----- |
| Medalha de bronze | BRA Brasil    | Flavio Cipriano Kacio Freitas Hugo Osteti                                    | 44.769 |       |
| 4                 | COL Colômbia  | Anderson Parra Cortez Fabian Hernando Puerta Zapata Santiago Ramirez Morales | 45.054 |       |

#### Disputa pelo ouro
| Colocação        | Nacionalidade | Ciclista                                   | Tempo  | Notas |
| ---------------- | ------------- | ------------------------------------------ | ------ | ----- |
| Medalha de ouro  | CAN Canadá    | Hugo Barrette Evan Carey Joseph Veloce     | 44.241 |       |
| Medalha de prata | VEN Venezuela | Hersony Canelón César Marcano Ángel Pulgar | 45.087 |       |

Legenda
| Recorde mundial                  | Recorde mundial (World record)               |                       | Recorde africano                      | Recorde africano (African) |                                           | Q | Classificado por posição (Qualified) |
| Recorde dos Jogos Pan-Americanos | Recorde pan-americano (Pan-American record)  | Recorde da América    | Recorde da América (Americas)         | q                          | Classificado por melhor tempo (Qualified) |   |                                      |
| Melhor marca do ano              | Melhor marca do ano (World leading)          | Recorde asiático      | Recorde asiático (Asian)              | DNS                        | Não largou (Did not start)                |   |                                      |
| Recorde nacional                 | Recorde nacional (National record)           | Recorde europeu       | Recorde europeu (European)            | DNF                        | Não terminou (Did not finish)             |   |                                      |
| Recorde pessoal                  | Recorde pessoal do atleta (Personal best)    | Recorde da Oceania    | Recorde da Oceania (Oceania)          | DSQ / DQ                   | Desclassificado (Disqualified)            |   |                                      |
| Recorde da temporada             | Recorde da temporada do atleta (Season best) | Recorde sul-americano | Recorde sul-americano (South America) | NM                         | Sem marca (No mark)                       |   |                                      |